# مارکوس ماسدو
مارکوس ماسدو (انگلیسی: Marcos Macedo؛ زادهٔ ۹ سپتامبر ۱۹۹۰) ورزشکار ورزش شنا اهل برزیل است.
وی در مسابقات کشوری و بین‌المللی در مجموع برندهٔ ۱ مدال طلا، ۱ مدال نقره و ۱ مدال برنز شده‌است.